# Takt, Tone og Tosser
|  | Denne artikel er oprettet af botten PalnaBot ud fra en ekstern database. Den kan derfor have sproglige fejl eller mangler. Denne skabelon kan fjernes efter kontrol af indholdet. |

Takt, Tone og Tosser er en film instrueret af Lau Lauritzen Sr. efter manuskript af Svend Rindom, Paul Sarauw.

## Handling
Vor fortælling begynder hos byens lykkeligste slagter. Rund og fornøjet er han, glad for hele tilværelsen, glad for sin søde, lille kone og glad for sin søn og sin datter. Mestersvenden har han også al mulig grund til at være glad for - og datteren Inger endnu mere glad for den unge mand - hun er nemlig halvvejs forlovet med ham. Vi forlader foreløbig den glade slagter for at hilse på vore gamle venner, Fyrtårnet og Bivognen. Fyrtårnet er denne sommer blevet direktør for et omrejsende cirkus. Bivognen optræder som akrobat og gentlemanjonglør, mens den smukke zigeunerpige Rita er det lille, men udsøgte selskabs primadonna. Mestersvenden stifter en dag bekendtskab med Fyrtårnet og Bivognen, som han engagerer i en snedig plan.